# Рехман, Шерри
Шерри (Шербано) Рехман (англ. Sherry Rehman) — пакистанский государственный деятель. Она третья женщина на посту посла Пакистана в США. Она является активным борцом за права человека, была сильным противником режима Первеза Мушаррафа. Основатель Комиссии по правам человека в Пакистане.

## Биография
Родилась 21 декабря 1960 года в Карачи. Получила образование в Колледже Смита, который окончила в 1985 году. В 2002 году она стала членом Национальной ассамблеи от Пакистанской народной партии.
Шерри также работала журналистом и редактором журнала The Herald. В марте 2002 года она была удостоена премии за выдающиеся достижения в области журналистики от британской Палаты лордов.
Её отец работал в течение многих лет в области народного образования и права, а мать была первой женщиной вице-президентом Государственного банка Пакистана.
В 2006 году в соавторстве опубликовала книгу, которая номинировалась на получение премии.